# Thabo Nodada
Thabo Nodada (Ixopo, 2 maggio 1995) è un calciatore sudafricano, centrocampista del Cape Town City e della nazionale sudafricana.

## Carriera

### Club
Ha giocato nella prima divisione sudafricana.

### Nazionale
Tra l'8 e l'11 ottobre 2020 ha giocato 2 partite con la nazionale sudafricana, entrambe amichevoli, rispettivamente contro Namibia e Zambia.

## Palmarès

### Club

#### Competizioni nazionali
- Coppa di Lega sudafricana: 1

Cape Town City: 2016
- MTN 8: 1

Cape Town City: 2018